# Ferdinando de Roxas
Ferdinando de Roxas (Curiel de Duero, 15 aprile 1650 – Vigevano, 30 dicembre 1685) è stato un vescovo cattolico italiano.

## Biografia
Ferdinando de Roxas, nacque a Curiel de Duero nel 1649 e venne eletto vescovo di Vigevano nel 1683 su pressione del governo spagnolo di Milano.
Progettò la prima visita pastorale nella diocesi, ma non riuscì a compierla. Al contrario delle aspettative, si dimostrò un ottimo pastore della propria diocesi. Alla sua morte venne largamente compianto dal popolo di cui era stato benefattore.
Morì a Vigevano il 30 dicembre 1685.

## Genealogia episcopale
La genealogia episcopale è:
- Cardinale Guillaume d'Estouteville, O.S.B.Clun.
- Papa Sisto IV
- Papa Giulio II
- Cardinale Raffaele Sansone Riario
- Papa Leone X
- Papa Paolo III
- Cardinale Francesco Pisani
- Cardinale Alfonso Gesualdo di Conza
- Papa Clemente VIII
- Cardinale Pietro Aldobrandini
- Cardinale Laudivio Zacchia
- Cardinale Antonio Barberini, O.F.M.Cap.
- Cardinale Alessandro Crescenzi, C.R.S.
- Vescovo Ferdinando de Roxas